# حسين روسوفسكي
حسين روسوفسكي (مواليد 10 أبريل 1991) هو مبارز بالسيف من المملكة المتحدة، مثّل بلاده في الألعاب الأولمبية الصيفية 2012.

## روابط رياضية
حسين روسوفسكي على موقع الاتحاد الدولي للمبارزة (الإنجليزية)
- حسين روسوفسكي على موقع أوليمبيديا (الإنجليزية)
- حسين روسوفسكي على موقع اللجنة الأولمبية البريطانية (الإنجليزية)